# Intégrale de Wallis

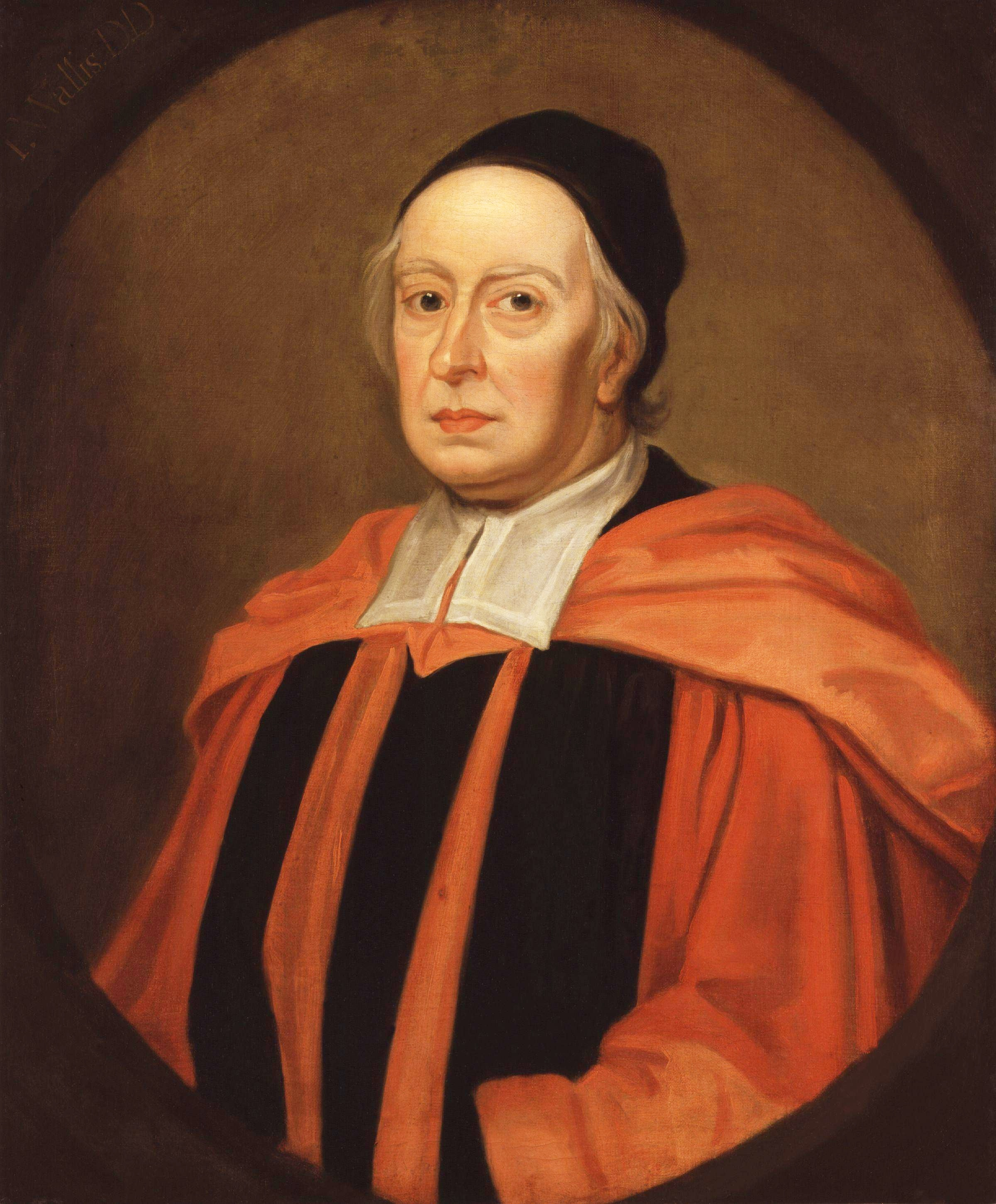
John Wallis, par Godfrey Kneller.

En mathématiques, et plus précisément en analyse, une intégrale de Wallis est une intégrale faisant intervenir une puissance entière de la fonction sinus. Les intégrales de Wallis ont été introduites par John Wallis, notamment pour développer le nombre π en un produit infini de rationnels : le produit de Wallis.

## Définition, premières propriétés
Les intégrales de Wallis sont les termes de la suite réelle {\displaystyle (W_{n})_{n\in \mathbb {N} }} définie par :
ou de façon équivalente (par le changement de variable {\displaystyle x={\frac {\pi }{2}}-t}) :
Les premiers termes de cette suite sont :
| {\displaystyle W_{0}}             | {\displaystyle W_{1}} | {\displaystyle W_{2}}             | {\displaystyle W_{3}}          | {\displaystyle W_{4}}               | {\displaystyle W_{5}}           | {\displaystyle W_{6}}               | {\displaystyle W_{7}}            | {\displaystyle W_{8}}                 |
| {\displaystyle {\frac {\pi }{2}}} | {\displaystyle 1}     | {\displaystyle {\frac {\pi }{4}}} | {\displaystyle {\frac {2}{3}}} | {\displaystyle {\frac {3\pi }{16}}} | {\displaystyle {\frac {8}{15}}} | {\displaystyle {\frac {5\pi }{32}}} | {\displaystyle {\frac {16}{35}}} | {\displaystyle {\frac {35\pi }{256}}} |

Puisque pour {\displaystyle x\in {\Big [}0;{\dfrac {\pi }{2}}{\Big ]}}, on a {\displaystyle 0\leqslant \sin(x)\leqslant 1}, la suite {\displaystyle (W_{n})} est (strictement) positive et décroissante ; on en déduit, d’après le théorème de convergence dominée, que sa limite est nulle ; ce résultat est également conséquence de  l'équivalent qui sera obtenu plus loin.

## Relation de récurrence, calcul des intégrales de Wallis
Une intégration par parties permet d'établir la relation de récurrence :
De cette relation et des valeurs de {\displaystyle W_{0}} et {\displaystyle W_{1}}, on tire une expression des termes de la suite, selon la parité de leur rang :

## Autre relation pour le calcul des intégrales de Wallis
Les intégrales de Wallis peuvent s'exprimer grâce aux intégrales eulériennes :
1. L'intégrale d'Euler de première espèce aussi appelée fonction bêta : 
{\displaystyle \mathrm {B} (x,y)=2\int _{0}^{\frac {\pi }{2}}\sin(u)^{2x-1}\cos(u)^{2y-1}\,\mathrm {d} u}
2. L'intégrale d'Euler de seconde espèce aussi appelée  fonction gamma : 
{\displaystyle \Gamma (z)=\int _{0}^{\infty }t^{z-1}\,e^{-t}\,\mathrm {d} t}.

Sachant que {\displaystyle \mathrm {B} (x,y)={\frac {\Gamma (x)\Gamma (y)}{\Gamma (x+y)}}} et {\displaystyle \Gamma \left({\tfrac {1}{2}}\right)={\sqrt {\pi }}}, on peut écrire les intégrales de Wallis sous la forme suivante :

## Un équivalent de la suite des intégrales de Wallis
De la formule de récurrence précédente, on déduit l'encadrement :  {\displaystyle {\frac {n+1}{n+2}}={\frac {W_{n+2}}{W_{n}}}<{\frac {W_{n+1}}{W_{n}}}<1} , d'où l'équivalence :
Puis, en étudiant {\displaystyle W_{n}W_{n+1}}, on établit l'équivalent suivant :

## Série génératrice
La série génératrice des termes pairs est {\displaystyle \sum _{p=0}^{\infty }W_{2p}x^{2p}={\frac {\pi }{2}}{\frac {1}{\sqrt {1-x^{2}}}}}.
La série génératrice des termes impairs est {\displaystyle \sum _{p=0}^{\infty }W_{2p+1}x^{2p+1}={\frac {\arcsin x}{\sqrt {1-x^{2}}}}}.

## Applications

### Établissement de la formule de Stirling
On suppose connue l'existence d'une constante {\displaystyle C} telle que :
En remplaçant les factorielles dans l'expression ci-dessus des intégrales de Wallis, on en déduit un nouvel équivalent :
{\displaystyle W_{2p}={\frac {\pi }{2}}{\frac {(2p)!}{\left(2^{p}p!\right)^{2}}}\sim {\frac {\pi }{2}}{\frac {C{\sqrt {2p}}\,\left({\frac {2p}{\mathrm {e} }}\right)^{2p}}{\left(2^{p}C{\sqrt {p}}\,\left({\frac {p}{\mathrm {e} }}\right)^{p}\right)^{2}}}={\frac {\pi }{C{\sqrt {2p}}}}}.
En le confrontant à l'équivalent de {\displaystyle W_{n}} obtenu précédemment, on en déduit que
On a ainsi établi la formule de Stirling :
{\displaystyle n!\sim {\sqrt {2\pi n}}\,\left({\frac {n}{\mathrm {e} }}\right)^{n}}.

### Calcul de l'intégrale de Gauss
On peut aisément utiliser les intégrales de Wallis pour calculer l'intégrale de Gauss.
On utilise pour cela l'encadrement suivant, issu de la construction de la fonction exponentielle par la méthode d'Euler : pour tout entier {\displaystyle n>0} et tout réel {\displaystyle u\in \left]-n,n\right[},
{\displaystyle (1+u/n)^{n}\leq \mathrm {e} ^{u}\leq (1-u/n)^{-n}}.
Posant alors {\displaystyle u=-x^{2}}, on obtient :
{\displaystyle \int _{0}^{\sqrt {n}}(1-x^{2}/n)^{n}\,\mathrm {d} x\leq \int _{0}^{\sqrt {n}}\mathrm {e} ^{-x^{2}}\,\mathrm {d} x\leq \int _{0}^{\sqrt {n}}(1+x^{2}/n)^{-n}\,\mathrm {d} x}.
Or les intégrales d'encadrement sont liées aux intégrales de Wallis. Pour celle de gauche, il suffit de poser {\displaystyle x={\sqrt {n}}\,\sin t} (t variant de 0 à π/2). Quant à celle de droite, on peut poser {\displaystyle x={\sqrt {n}}\,\tan t} (t variant de 0 à π/4) puis majorer par l'intégrale de 0 à π/2. On obtient ainsi :
Par le théorème des gendarmes, on déduit alors de l'équivalent de {\displaystyle W_{n}} ci-dessus que
{\displaystyle \int _{0}^{+\infty }\mathrm {e} ^{-x^{2}}\,\mathrm {d} x={\sqrt {\pi }}/2}.
Remarque : il existe bien d'autres méthodes de calcul de l'intégrale de Gauss, dont une méthode bien plus directe.

### Calcul deπ
Puisque {\displaystyle W_{2p}\sim W_{2p+1}} (voir supra),
Or d'après le calcul ci-dessus des intégrales de Wallis :
{\displaystyle {\frac {W_{2p+1}}{W_{2p}/{\frac {\pi }{2}}}}={\frac {\prod _{k=1}^{p}{\frac {2k}{2k+1}}}{\prod _{k=1}^{p}{\frac {2k-1}{2k}}}}=\prod _{k=1}^{p}{\frac {4k^{2}}{4k^{2}-1}}}.
On en déduit pour la constante π/2 l'expression (appelée produit de Wallis) :
{\displaystyle \prod _{k=1}^{\infty }{\frac {4k^{2}}{4k^{2}-1}}={\frac {\pi }{2}}}.

## Généralisations
Plusieurs auteurs ont étudié la suite d'intégrales, appelées m-intégrales de Wallis,:
{\displaystyle \forall m,k\in \mathbb {N} ^{2},\ W_{m,k}=\int _{0}^{\frac {\pi }{2}}x^{m}\cos ^{k}(x)\,\mathrm {d} x}